# Selatium
Selatium is een geslacht van kreeftachtigen uit de klasse van de Malacostraca (hogere kreeftachtigen).

## Soorten
- Selatium brockii (de Man, 1887)
- Selatium elongatum (A. Milne-Edwards, 1869)